# 岡山県立大学の人物一覧
岡山県立大学の人物一覧は岡山県立大学に関係する人物の一覧記事。

## 著名な教職員

### 情報工学部
- 桂宥子（名誉教授）[1] - カナダ文学・英米児童文学
- 三宅忠明（名誉教授）[2] - アイルランド文学・伝承文芸
- 渡辺富夫（情報システム工学科特任教授）[3] - ヒューマンインタフェース

## OB・OG

### 研究者・学者
- 木村綾（静岡県立大学経営情報学部講師）[4]
- 満倉靖恵（慶應義塾大学理工学部教授、電通サイエンスジャムCTO）

### 芸術
- 野々上大二郎（漫画家、JUMPトレジャー新人漫画賞佳作）

### スポーツ
- 山口衛里（陸上選手、陸上指導者、シドニーオリンピック日本代表）